# Elena Salgado

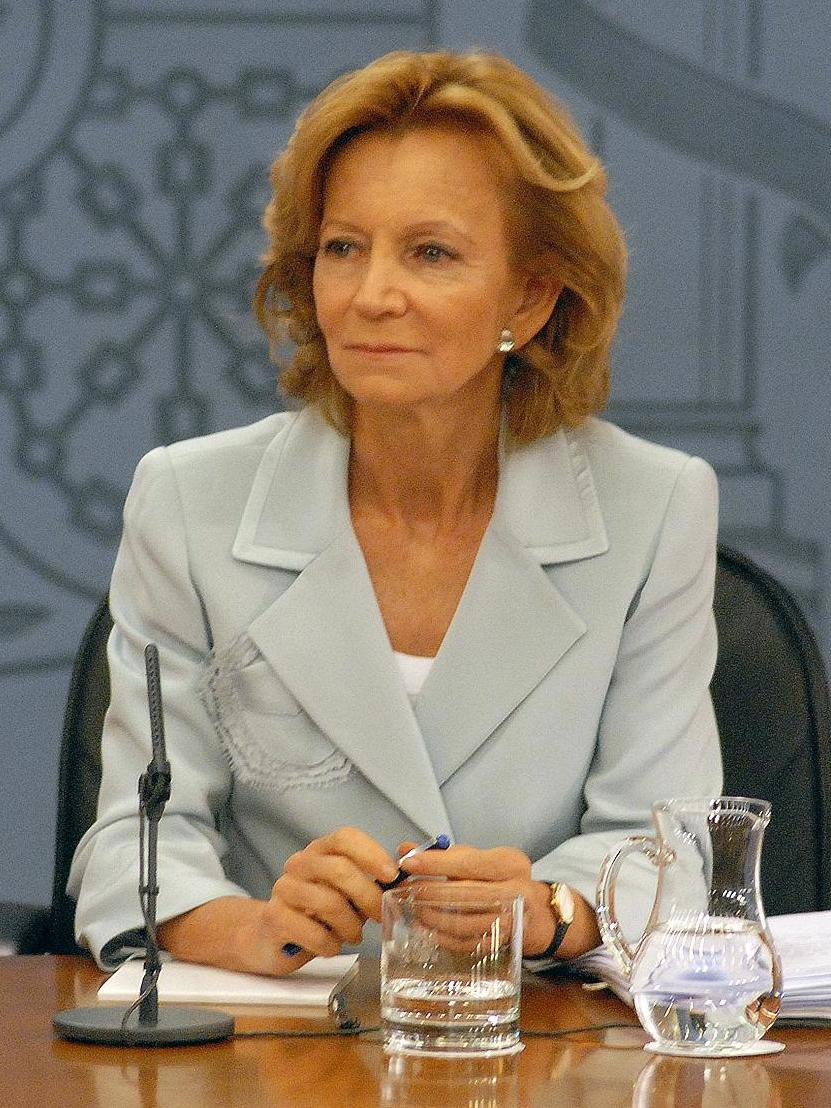
Elena Salgado

Elena Salgado Méndez (* 12. Mai 1949 in Ourense) ist eine spanische Politikerin (PSOE). Von April 2009 bis Dezember 2011 war sie Ministerin für Finanzen und Wirtschaft sowie Zweite Vizepräsidentin der Regierung im Kabinett Zapatero. Zuvor war sie als Ministerin für die Öffentliche Verwaltung und die Beziehungen zu den spanischen Autonomieregionen zuständig.
Elena Salgado studierte Energietechnik und Industrieorganisation an der Polytechnischen Universität Madrid sowie Wirtschaftswissenschaften an der Universität Complutense Madrid. Unter Felipe González wurde sie 1982 bis 1984 Leiterin der Studienabteilung für kleine und mittlere Unternehmen im spanischen Industrieministerium, 1985 bis 1991 Abteilungsleiterin für Personalkosten im Finanzministerium und 1991 bis 1996 Generalsekretärin für Kommunikation im Bau- und Verkehrsministerium. Nach der Wahlniederlage der PSOE 1996 wechselte sie in den Privatsektor, wo sie in verschiedenen Telekommunikationsfirmen tätig war.
Nach dem Wahlsieg der PSOE 2004 wurde Salgado im Kabinett Zapatero I zunächst Gesundheitsministerin. Als solche zeichnete sie verantwortlich für das Rauchverbot in spanischen Restaurants, das 2006 in Kraft trat. 2007 übernahm sie das Ministerium für Öffentliche Verwaltung und wurde in diesem Amt auch nach der Wiederwahl Zapateros 2008 bestätigt. In Umfragen galt sie immer wieder als eines der beliebtesten Mitglieder der Regierung.
Am 7. April 2009 kündigte Zapatero im Rahmen einer umfassenden Kabinettsumbildung Salgados Ernennung zur Wirtschafts- und Finanzministerin sowie zur Zweiten Vizeregierungspräsidentin an. Sie ist die Nachfolgerin von Pedro Solbes, der dieses Amt zuvor seit 2004 innegehabt hatte. Neuer Minister für Öffentliche Verwaltung wurde Manuel Chaves. Für die Dauer von Juli bis Dezember 2011 rückte sie zur Vizepräsidentin der Regierung auf, weil ihr Vorgänger Alfredo Pérez Rubalcaba als Spitzenkandidat für die Parlamentswahl 2011 aus dem Kabinett ausgeschieden war.